# توکوگاوا میتسوسادا
توکوگاوا میتسوسادا ((به ژاپنی: 徳川 光貞?, Tokugawa Mitsusada)؛ (۲۸ ژانویه، ۱۶۲۷ – ۲۵ سپتامبر، ۱۷۰۵). وی یک دایمیو در ژاپن در طول دوره ادو (۱۶۰۳–۱۸۶۸) بود. او پسر و وارث توکوگاوا یورینوبو و نوهٔ توکوگاوا ایه‌یاسو بود. شوگون هشتم از شوگونسالاری توکوگاوا، توکوگاوا یوشیمونه پسر چهارم او بود.